# Plac Thomasa Woodrowa Wilsona w Warszawie

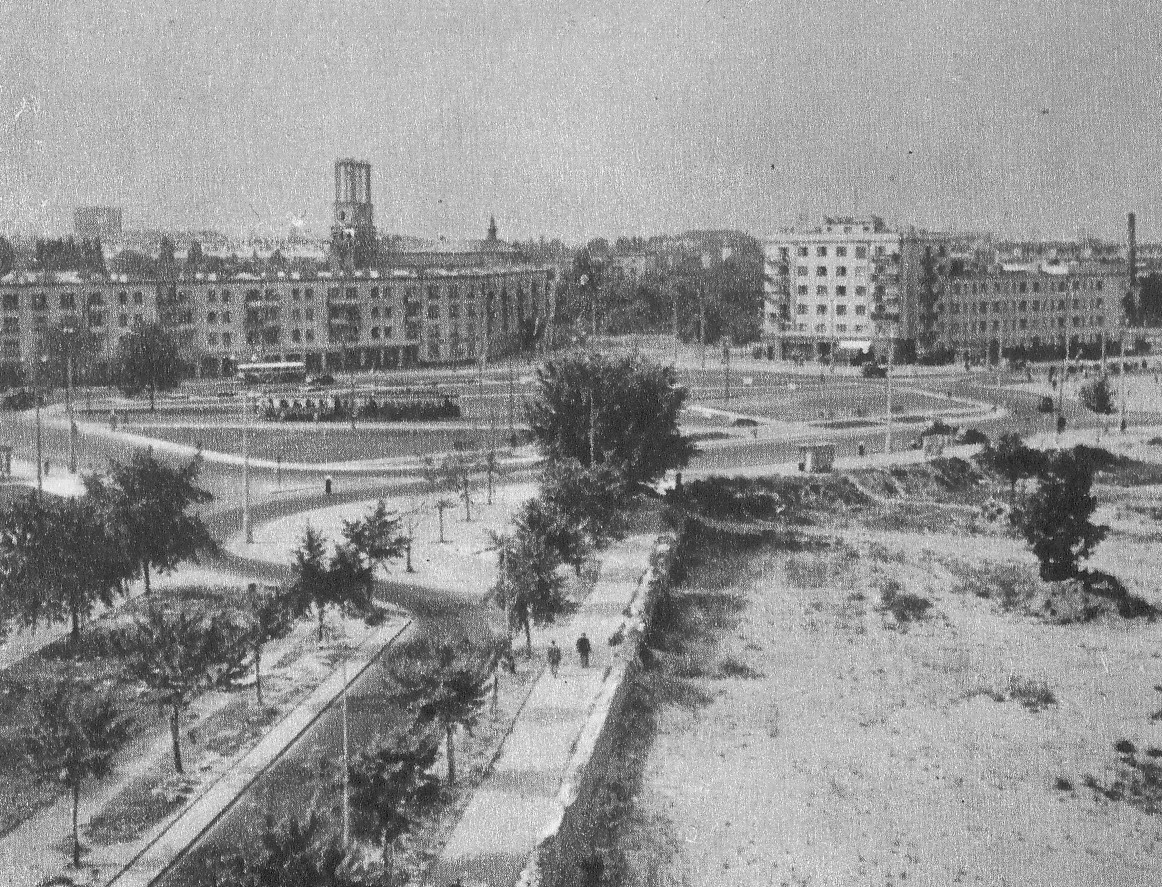
Plac na początku lat 50. XX wieku

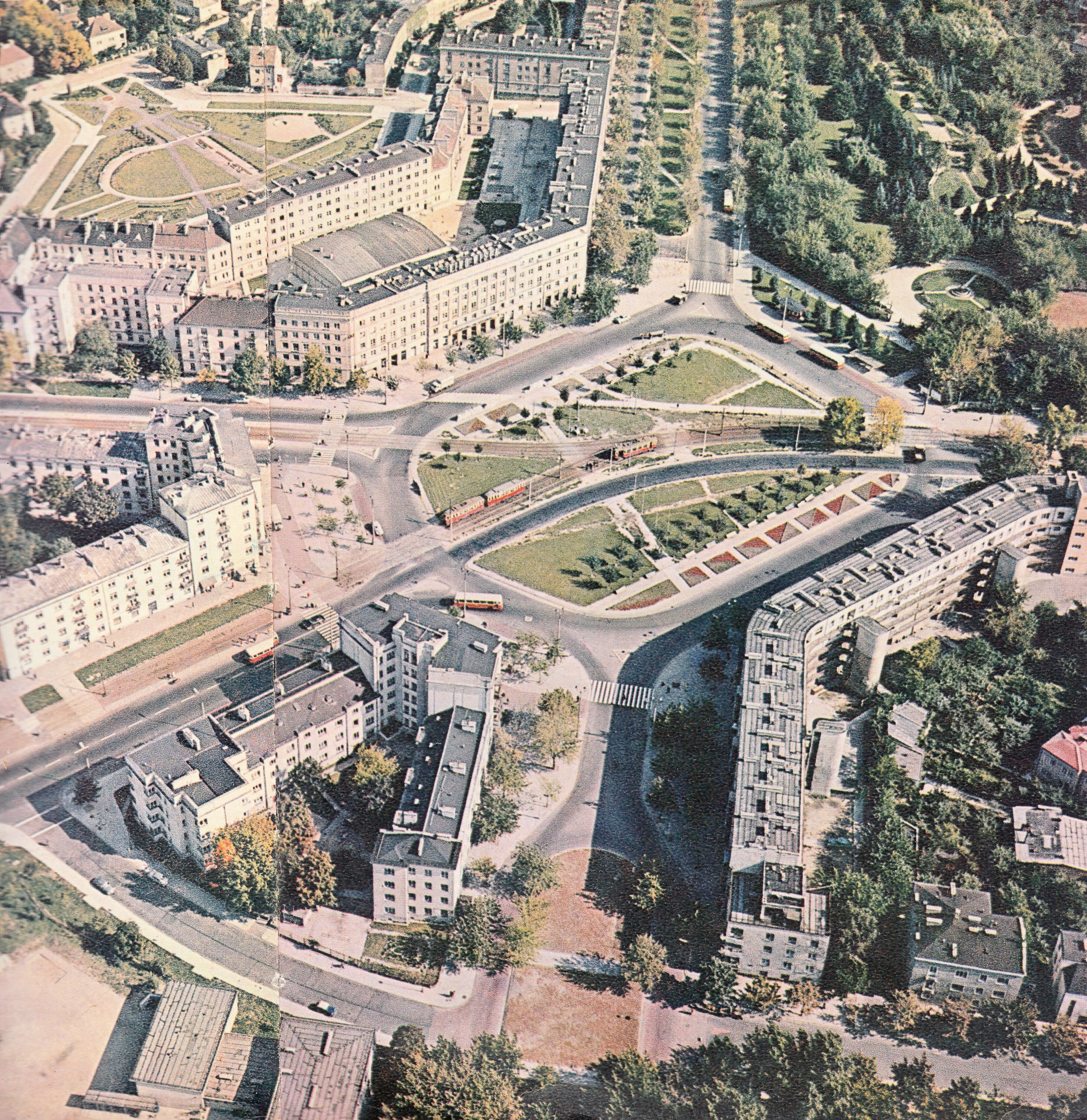
Plac z lotu ptaka, lata 60. XX wieku

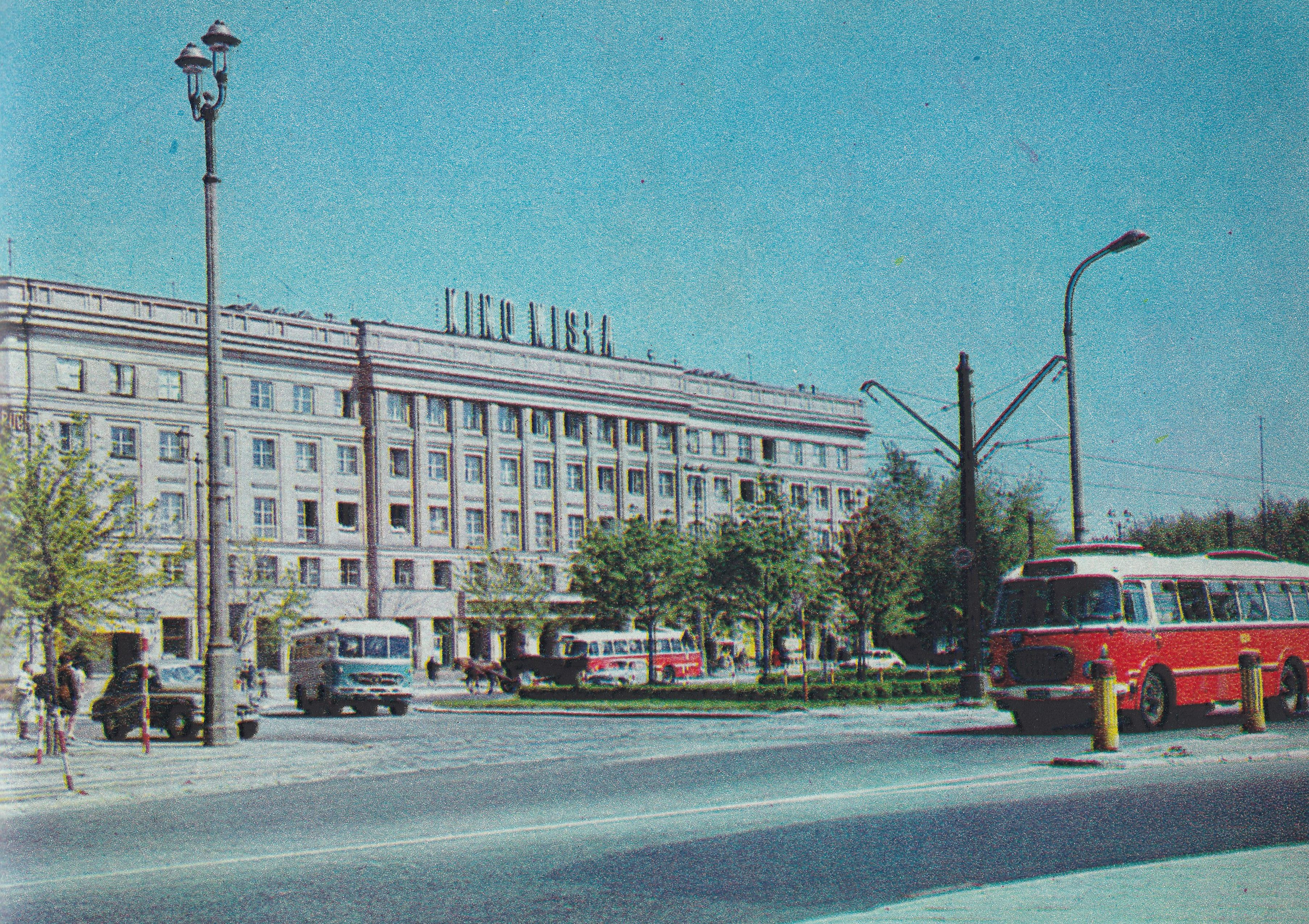
Autobusy komunikacji miejskiej na placu, lata 60. XX wieku. Widoczny budynek, w którym w 1961 otwarto kino Wisła

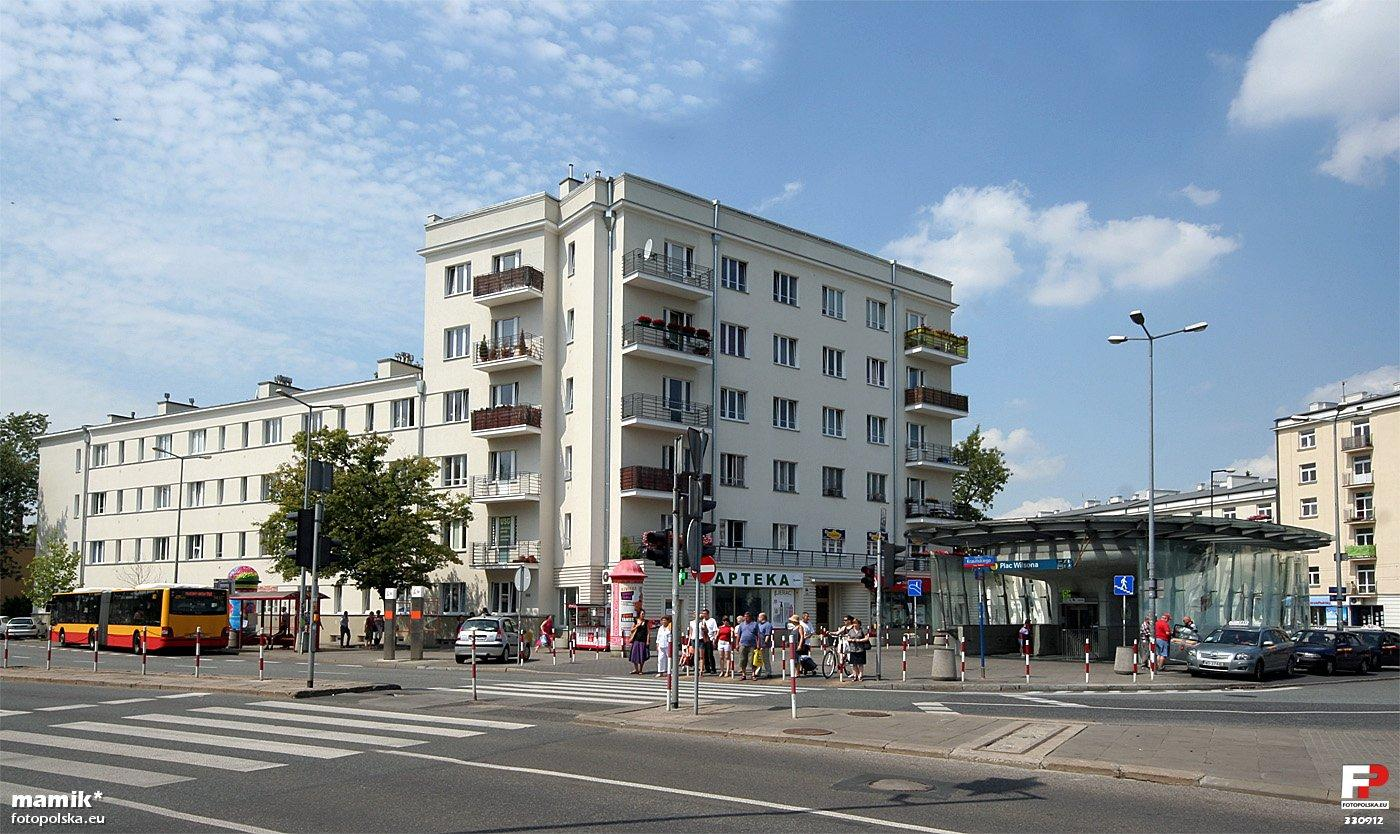
Północno-zachodni narożnik placu, widoczne wejście do stacji metra Plac Wilsona

Plac Thomasa Woodrowa Wilsona – plac w dzielnicy Żoliborz w Warszawie.
Jego patronem jest dwudziesty ósmy prezydent Stanów Zjednoczonych Woodrow Wilson.

## Układ
Biorąc pod uwagę układ komunikacyjny plac Wilsona jest rondem. Zbiega się na nim pięć ulic:
- od północy ulica Mickiewicza
- od wschodu ulica Krasińskiego
- od północnego zachodu ulica Słowackiego
- od zachodu ulica Krasińskiego
- od południa ulica Mickiewicza

Plac Wilsona jest ważnym węzłem komunikacyjnym, z przystankami autobusowymi, tramwajowymi oraz stacją metra Plac Wilsona.

## Nazwa
Plac został wytyczony ok. 1923 roku według projektu Józefa Jankowskiego, Tadeusza Tołwińskiego i Antoniego Jawornickiego w ciągu ulicy Adama Mickiewicza. Został wtedy nazwany placem Stefana Żeromskiego. 21 lutego 1924 roku Rada Miasta jednomyślnie postanowiła uczcić pamięć prezydenta Thomasa Woodrowa Wilsona, zmarłego 3 lutego, poprzez nadanie jego imienia jednej z ulic, jednemu z placów bądź instytucji; ostateczny wybór w tym zakresie pozostawiono prezydium Rady, magistratowi i komisji ds. ogólnych. Nazwę placu upamiętniającą amerykańskiego prezydenta nadano uchwałą Rady Miejskiej z dnia 27 września 1926.
W maju 1940 nazwa placu została zmieniona przez okupacyjne władze niemieckie na Danziger Platz (plac Gdański), mieszkańcy nie używali jednak tej nazwy.
Uchwałą Rady Narodowej m.st. Warszawy z dnia 5 kwietnia 1951 nazwę placu zmieniono na plac Komuny Paryskiej dla uczczenia 80. rocznicy Komuny Paryskiej. Historyczną nazwę przywrócono na mocy uchwały Rady Narodowej m.st. Warszawy z dnia 28 lutego 1990. Uchwałą Rady m.st. Warszawy z dnia 30 sierpnia 2012 skorygowano wcześniej nadaną nazwę plac. im. T.W. Wilsona na plac Thomasa Woodrowa Wilsona.

### Wymowa nazwy placu
W opinii Rady Języka Polskiego nazwa placu od czasu nadania mu nazwy w dwudziestoleciu międzywojennym była tradycyjnie wymawiana w wersji spolszczonej (podobnie jak np. nazwa alei Jerzego Waszyngtona), z głoską w’ (miękkie w) na początku i taka wymowa jest nadal zalecana: Ci, którzy sądzą, że należy mówić „plac Łilsona”, po prostu tej tradycji nie znają.
Spolszczona wymowa nazwy placu jest także stosowana w zapowiedzi stacji metra Plac Wilsona w wykonaniu Ksawerego Jasieńskiego, nadawanych w wagonach pociągów metra.
Do nazwy placu nawiązuje m.in. tytuł lokalnego miesięcznika „Wilsoniak”.

## Opis
W latach 1926–1928 w północno-wschodnim narożniku placu, pomiędzy ulicami Mickiewicza, Tucholską i Krasińskiego, wzniesiono cztery budynki I kolonii Warszawskiej Spółdzielni Mieszkaniowej (WSM) zaprojektowane przez Brunona Zborowskiego. W latach 1928–1932 pod nr 4 powstał Dom Spółdzielni Mieszkaniowej „Fenix” zaprojektowany przez Romana Felińskiego.
W latach 1925–1932 po południowo-wschodniej stronie placu założono park im. Stefana Żeromskiego.
3 maja 1943 o godz. 18.00 ze znajdującego się na placu głośnika ulicznego (tzw. szczekaczki) została nadana audycja patriotyczna Kierownictwa Walki Cywilnej zakończona hymnem narodowym. Wysłuchało jej kilkaset zgromadzonych osób (w tym grupa niemieckich żołnierzy), a informacja o tym zdarzeniu błyskawicznie obiegła całe miasto. W 1944 zabudowa placu została częściowo zniszczona. Całkowicie zniszczona została I kolonia WSM.
Ok. 1955 plac został przebudowany, m.in. przesunięto tory tramwajowe, jezdnie, urządzono zieleńce.
W 1961 w budynku wzniesionym w miejscu I kolonii WSM przy placu otwarto kino „Wisła”.

## Ważniejsze obiekty
- Stacja metra Plac Wilsona
- Park Stefana Żeromskiego
- Fort Sokolnickiego
- Kino „Wisła”